# Espoo

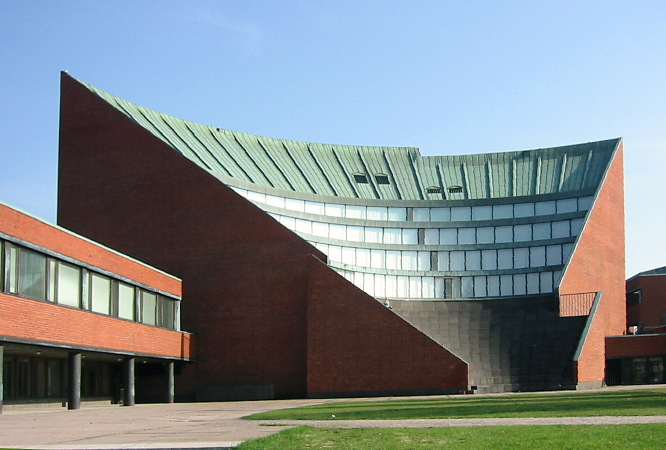
Zaprojektowany przez Alvara Aalto główny budynek Uniwersytetu Aalto w dzielnicy Otaniemi

Espoo (szw. Esbo, ros. Э́споо) – miasto w południowej Finlandii, na wschodzie graniczące bezpośrednio z miastem stołecznym Helsinki; drugi pod względem wielkości ośrodek miejski w Finlandii; wraz z miastami Helsinki, Vantaa i Kauniainen tworzy zespół miejski Helsinek.
Espoo obejmuje obszar 528 km², z czego 312 km² stanowi teren lądowy. Populacja Espoo liczy 305,2 tys. mieszkańców (według danych z 2022).
Od 1972 roku, czyli od momentu utworzenia miasta, jego celem był rozwój przy jednoczesnym zachowaniu w nienaruszonej formie środowiska naturalnego, przez co miasto rozwijało się wokół kilku ośrodków. Skutkiem tego jest obecny podział Espoo na okręgi: Espoon Keskus (Centrum Espoo), Espoonlahti, Kalajärvi, Kauklahti, Leppävaara, Matinkylä-Olari oraz Tapiola.
W dzielnicy Otaniemi mieści się jeden z kampusów Uniwersytetu Aalto (dawny Helsiński Uniwersytet Technologii – Teknillinen korkeakoulu) wraz z doskonale prosperującymi ośrodkami i organizacjami naukowymi, takimi jak VTT – Fińskie Centrum Badań Technologicznych. W dzielnicy Keilaranta działa firma telekomunikacyjna Nokia oraz inne korporacje oparte na nowoczesnych technologiach, m.in. Kone (producent wind i schodów ruchomych), Fortum (branża energetyczna) i spółka telekomunikacyjna Elisa. W mieście działa również polski konsulat honorowy kierowany przez byłego wiceprezesa Nokii, Stefana Widomskiego.
W mieście znajduje się stacja kolejowa Espoo.

## Historia
Nazwa miasta pochodzi prawdopodobnie od rzeki Espoo (Espå), której nazwa wywodzi się od szwedzkiego słowa äspe, oznaczającego skupisko topoli, osik. Po raz pierwszy nazwa ta wymieniana jest w 1431 roku.
Pierwsi mieszkańcy przybyli w rejon Espoo około 7000 p.n.e. Początki stałego osadnictwa na tym terenie datuje się na XII–XIII wiek. Historia traktu królewskiego, jaki przebiegał przez Espoo w drodze z Turku do Wyborga sięga XIII wieku. Najstarszy zachowany budynek, kościół w Espoo, pochodzi z ostatniej dekady XV wieku. W późniejszych czasach administracyjne centrum Espoo rozwijało się wokół kościoła i dworca kolejowego.
W roku 1920 Espoo było ośrodkiem wiejskim, liczącym około 9 tys. mieszkańców, z których 70% było szwedzkojęzycznych. Podstawowym źródłem dochodów trzech czwartych ówczesnej populacji Espoo było rolnictwo.
Nagły rozwój nastąpił w latach 40. i 50., Espoo szybko stało się w pełni uprzemysłowione i w 1972 roku otrzymało prawa miejskie. Bliskie położenie względem Helsinek uczyniło Espoo popularnym miejscem zamieszkania ludzi pracujących w stolicy.
W ciągu zaledwie 50 lat, od 1950 do 2000 roku, populacja miasta wzrosła z 22 tysięcy do 210 tysięcy. Od 1945 roku większość mieszkańców miasta jest fińskojęzyczna, w 2006 roku szwedzki był pierwszym językiem zaledwie 9% populacji.

## Podział administracyjny
Espoo podzielone jest na siedem „dużych dzielnic” (fiń. suuralue):
- Espoonlahti
- Kauklahti
- Leppävaara
- Matinkylä
- Pohjois-Espoo
- Tapiola
- Vanha-Espoo

Te dzielnica są podzielone na 56 „zwykłych” dzielnic (fiń. kaupunginosa). Oprócz tego funkcjonuje podział na osiedla (osa-alue), których jest 162.

## Demografia
** Dane szacunkowe na rok 2030.
Według danych z 2005 roku, 95,7% mieszkańców Espoo jest narodowości fińskiej. 78,1% populacji deklaruje wyznanie luterańskie, 1,2% prawosławne, 1,4% należy do innych grup wyznaniowych, a 19,2% nie utożsamia się z żadną religią.
Liczba mieszkańców w poszczególnych „dużych dzielnicach” (suuralue) Espoo w roku 2005:
| Suuralue      | Populacja |
| ------------- | --------- |
| Leppävaara    | 56,570    |
| Espoonlahti   | 47,382    |
| Tapiola       | 41,565    |
| Matinkylä     | 32,635    |
| Vanha-Espoo   | 31,694    |
| Pohjois-Espoo | 9,133     |
| Kauklahti     | 5,506     |

## Sport
- Espoo Blues – klub hokejowy
- FC Honka – klub piłkarski

## Obiekty turystyczne
Najczęściej odwiedzane przez turystów miejsca w Espoo to:
- Tapiola (szw. Hagalund) – nowoczesne miasto-ogród i centrum handlowe, w momencie oddania do użytku uznane za arcydzieło fińskiej urbanistyki lat 60.
- Espoon tuomiokirkko (Katedra w Espoo) z XV w., najstarszy budynek w Espoo, blisko stacji kolejowej Espoon keskus.
- WeeGee-talo, dawna drukarnia w Tapioli, w której mieszczą się Muzeum Sztuki Współczesnej miasta Espoo (EMMA), Muzeum Miejskie Espoo (KAMU), Muzeum Etnograficzne im. Helinä Rautavaara (Helinä Rautavaaran museo), Fińskie Muzeum Zegarków (Suomen Kellomuseo), Fińskie Muzeum Zabawek (Suomen Lelumuseo Hevosenkenkä) oraz Galeria Aarni.
- Uniwersytet Aalto (Aalto-yliopisto) w Otaniemi – biblioteka oraz główny gmach uczelni są dziełem słynnego fińskiego architekta Alvara Aalto.
- Tarvaspää, pracownia malarza Akseliego Gallen-Kalleli, mieszcząca się w eklektycznym zameczku, zaprojektowanym przez samego artystę.
- Park Narodowy Nuuksio, z licznymi szlakami spacerowymi, narciarskimi i miejscami kampingowymi.
- Muzeum Samochodów, w którego zbiorach znajduje się ponad sto oldtimerów z początku XX w.

## Znani mieszkańcy Espoo
- Alexi Laiho, gitarzysta i wokalista zespołu Children of Bodom
- Niilo Tarvajärvi, prezenter radiowy i telewizyjny
- Outi Alanen, aktorka
- Taneli Mäkelä, aktor
- Vuokko Hovatta, aktor i piosenkarz
- Virpi Hämeen-Anttila, pisarz
- Pekka Kuusisto, skrzypek
- Tero Lehterä, hokeista
- Antti Törmänen, hokeista
- Jere Lehtinen, hokeista
- Petri Lindroos, gitarzysta i wokalista grup Norther i Ensiferum.
- Jami Puustinen, piłkarz
- Janne Saarinen, piłkarz
- Marcus Grönholm, dwukrotny rajdowy mistrz świata
- Kimi Räikkönen, mistrz świata Formuły 1 (2007)
- J.J. Lehto, kierowca Formuły 1
- Johanna „Jonsu” Salomaa, Wokalistka zespołu Indica
- Henkka Seppälä, basista zespołu Children of Bodom
- Janne Wirman, klawiszowiec zespołu Children of Bodom
- Ox, właśc. Samer el Nahhal, basista zespołu Lordi
- Sirkku Karvonen, klawiszowiec zespołu Indica
- Aki Hakala, perkusista zespołu The Rasmus
- Erna Siikavirta (pseudonim Enary), była pianistka i klawiszowiec zespołu Lordi
- Jussi Koskela, twórca gry Deluxe Ski Jump
- Kari Korhonen, scenarzysta i rysownik
- Teemu Keisteri, znany DJ i muzyk, reprezentant Finlandii na 68 Konkursie Piosenki Eurowizji w 2024 roku

## Miasta partnerskie
- Gatczyna (Rosja)
- Irving (USA)
- Køge (Dania)
- Kongsberg (Norwegia)
- Kristianstad (Szwecja)
- Ostrzyhom (Węgry)
- Sauðárkrókur (Islandia)
- Soczi (Rosja)
- Szanghaj (Chiny)